# Symphonie fatale
Pour plus de détails, voir Fiche technique et Distribution.
Symphonie fatale est un film de guerre dramatique italien sorti en 1947, réalisé par Victor Stoloff. 

## Synopsis
John, un jeune compositeur américain, vit à Rome, loin de son épouse britannique. Pour composer sa musique, il s'installe dans un petit coin montagneux, chez un ami peintre. Il rencontre là Mirella, dont il tombe amoureux et qui lui sert de muse pour écrire une symphonie. La guerre intervient et sépare les deux amants. John s'engage dans l'armée américaine. Mais voilà que par un concours de hasards, il se retrouve chez les amis d'autrefois comme réfugié et blessé. Mirella se préoccupe de lui trouver un médecin, mais elle est arrêtée par les Allemands. Surviennent les alliés qui sauvent et John et Mirella. A la fin de la guerre, John retourne à son art et à son épouse britannique, dont il ne s'était pas séparée. Mirella est abandonnée alors qu'elle est enceinte de lui... elle meurt dans un accident tragique. 

## Fiche technique
- Titre français : Symphonie fatale[2]
- Titre original italien : Sinfonia fatale
- Réalisation : Victor Stoloff
- Production : Scalerà Film
- Scénario : Louis Goldwing, Oreste Biancoli, Victor Stoloff
- Photographie : Ubaldo Arata
- Montage : Eraldo Da Roma
- Décors : Ottavio Scotti, Vittorio Valentini
- Musique : Renzo Rossellini
- Durée : 88 min
- Date de sortie : 1947
- Sortie en France : inédit à Paris, distribué en province[2]

## Distribution
- Douglas Montgomery
- Sarah Churchill
- Marina Berti : Mirella
- Tullio Carminati
- Carlo Romano
- Cesare Fantoni
- Kent Walton
- Guido Celano
- John Blyte
- Sergio Capogna : Rocco
- Nino Javert
- Pina Gallini
- Victor Rietti
- Pina Piovani : Lina
- Diego Pozzetto
- Tom Payne (pt)

## Critique
La façon de peindre la vie italienne, tant citadine que campagnarde, n'emporte pas l'adhésion de la critique.